# Łukasz Krupiński
Répertoire
Johann Sebastian Bach, Frédéric Chopin, Robert Schumann, Wolfgang Amadeus Mozart, Sergueï Rachmaninov, Alexandre Scriabine, Sergueï Prokofiev
Łukasz Krupiński  (né le 5 juin 1992 à Varsovie) est un pianiste polonais, lauréat du 7e Concours international de piano de Saint-Marin et demi-finaliste du XVIIe Concours international de piano Frédéric-Chopin à Varsovie, Pologne en octobre 2015. Son genre est la musique classique.
Son premier album Espressione est sorti en 2017 et comprend des compositions de Haydn, Chopin et Scriabine. Le CD a été nommé pour les International Classical Music Awards 2018.

## Biographie
Łukasz Krupiński est un célèbre pianiste classique polonais. Il a précédemment étudié à l’école de musique Zenon Brzewski avec le professeur Joanna Ławrynowicz, à l’Université de musique Frédéric Chopin de Varsovie, où il a obtenu une distinction « Magna cum Laude » sous la direction du professeur Alicja Paleta-Bugaj et le Dr Konrad Skolarski. Il a poursuivi ses études avec le professeur Arie Vardi à l’Université de Hanovre de musique, d’art dramatique et de médias (2017-2018) et avec le professeur Dmitri Alexeev au Royal College of Music de Londres (2018-2019).
En tant que demi-finaliste, il s’est classé parmi les vingt meilleurs pianistes au 17e Concours international de piano Frédéric Chopin à Varsovie (2015).
Il est lauréat du 7e Concours international de piano de Saint-Marin et de tous les prix du concours — le Prix du public, le Prix de la critique musicale et le Prix de l’orchestre. Krupinski a été finaliste au Concours international de piano Ferruccio Busoni à Bolzano en 2017, et a remporté des concours internationaux de piano à Hanovre (2015), Aix-la-Chapelle (2016) et Goerlitz (2020).
En 2018, Krupinski a donné son premier récital au Carnegie Hall / Isaac Stern Auditorium et a depuis reçu des invitations à jouer avec le Chicago Philharmonic et le Buffalo Philharmonic. La même année, il part en tournée avec l’Orchestre de Santander et Lawrence Foster. Il s’est produit au Royal Albert Hall de Londres, au Teatro La Fenice de Venise, à La Verdi à Milan et au Merkin Hall à New York.
En plus d’être deux fois lauréat du Prix du Ministre de la Culture et du Patrimoine National pour ses réalisations artistiques remarquables, Krupiński a également reçu la Bourse du Ministre de la Culture et du Patrimoine National et la Bourse de la Fondation Krystian Zimerman. En 2016, il a reçu une médaille commémorative de l’Université de musique Frédéric Chopin en reconnaissance de ses réalisations artistiques.
Lucas Krupinski est un artiste Steinway, il est représenté par l’Association Ludwig van Beethoven.

## Prix et concours
- Grand Prix et deux prix spéciaux au IIe Concours International Sibérien du Piano Frédéric Chopin à Tomsk en Russie 2013 [10]

- Prix du ministre de la Culture et du Patrimoine national, 2013 et 2014

- Ier Prix au Concours de Piano de la Yamaha Music Foundation à Cracovie, 2014

- IIe Prix au 46e Concours Polonais du Piano Frédéric Chopin à Varsovie, 2015

- Ier Prix au XVe Concours International du Piano de Chopin-Gesellschaft à Hanovre, 2015

- Bourse Krystian Zimerman, 2015

- Ier Prix au Concours International du Piano « ClaviCologne » à Aix-la-Chapelle, 2016

- Médaille d’honneur de l’Université de Musique Frédéric Chopin en reconnaissance des résultats artistiques, 2016

- Ier Prix au Concours International du Piano à Saint-Marin, le 18 septembre 2016, ainsi que tous les prix spéciaux : ceux des critiques, du public et de l’Orchestre de Saint-Marin.

- Finale du Concours International de Piano Ferruccio Busoni à Bolzano, 2017

- IIIe Prix au concours Kissinger Klavierolymp à Bad Kissingen, 2018[11]

- Grand Prix au Meeting Point Music Messiaen à Goerlitz, 2020

## Sites
- Site Officiel Łukasz Krupiński
- Societé Chopin Pologne
- Centre Musical Polonais
- La deuxième étape de concours de piano à Saint-Marin